# Auslandsberichterstattung
Die Auslandsberichterstattung ist ein Fachbereich des Journalismus, in welchem über alle gerade wichtigen und aktuellen Themen außerhalb des eigenen Landes berichtet wird. Die Palette der Themen ist sehr breit und reicht von Reiseberichten über Politik bis hin zu Wirtschaft oder Naturkatastrophen.

## Geschichte
Berichte aus dem Ausland wurden erstmals in der 1605 bis 1659 erschienenen Wochenzeitung „Relation aller Fürnehmen und gedenckwürdigen Historien“ des Unternehmers Johann Carolus aus Prag, Rom, Venedig, Straßburg und Köln vor allem für Kaufleuten veröffentlicht. Mit der Anhebung des Bildungsniveaus kam es vor allem im 19. Jahrhundert zu einer steigenden Nachfrage nach Berichten aus dem Ausland. Die Morsetelegrafie und die Verlegung von Seekabeln sorgten für eine Verkürzung der Übertragungswege. Der Erste und Zweite Weltkrieg sowie die Globalisierung sorgten ebenfalls für eine weiter steigende Nachfrage. Eine weitere Verbreitung erfolgte durch die Einführung des Hörfunks und des Fernsehens. Die heutige Entwicklung ist durch private Homepages und Blogs geprägt.

## Arbeitsweise
Die Auslandsberichterstattung wird von Korrespondenten oder freien Journalisten vor Ort wahrgenommen. Die Arbeit vor Ort erfolgt oft in einem kleinen Team mit einem Kameramann und einem Editor.

## Fernsehen
Auslandsberichte werden im Fernsehen meist umfangreich in ganzen Sendungen präsentiert.

### Deutschland
Die ARD zeigt die Berichte der Korrespondenten in der Sendung Weltspiegel, das ZDF zeigt das Auslandsjournal. Auf dem gemeinsamen Kanal Phoenix gibt es die Kategorie mein Ausland. Für RTL produziert Antonia Rados Berichte aus dem Ausland. Der Nachrichtensender n-tv zeigt den Auslandsreport.